# 東陂霹靂山戰鬥
東陂霹靂山戰鬥發生於1933年3月20日－25日，地點則是在中國江西。是第一次国共内战主要戰鬥之一，交戰一方為中華民國國民革命軍，另一方則為中國共產黨所領導之中國工農紅軍。戰鬥末了，國軍撤守霹靂山。
中共方面将之视为東陂戰役的一部分。